# USS Pennewill (DE-175)
USS Pennewill (DE-175) là một tàu hộ tống khu trục lớp Cannon từng phục vụ cùng Hải quân Hoa Kỳ trong Chiến tranh Thế giới thứ hai. Nó là chiếc tàu chiến duy nhất của Hải quân Hoa Kỳ được đặt cái tên này, theo tên Thiếu tá Hải quân William Ellison Pennewill (1907-1942), phi công chỉ huy Liên đội Tuần tiễu Hộ tống 12 đã thiệt mạng trong một tai nạn rơi máy bay tại Kodiak, Alaska vào ngày 23 tháng 6, 1942 và được truy tặng Huân chương Chữ thập bay Dũng cảm. Nó đã phục vụ trong chiến tranh cho đến tháng 8 năm 1946, khi được chuyển cho Hải quân Brazil, và tiếp tục phục vụ như là chiếc Bertioga (D-21) cho đến năm 1964. Con tàu bị tháo dỡ sau đó.

## Thiết kế và chế tạo
Lớp Cannon có thiết kế hầu như tương tự với lớp Buckley dẫn trước; khác biệt chủ yếu là ở hệ thống động lực Kiểu DET (diesel electric tandem). Các động cơ diesel đặt nối tiếp nhau dẫn động máy phát điện để cung cấp điện năng quay trục chân vịt cho con tàu. Động cơ diesel có ưu thế về hiệu suất sử dụng nhiên liệu, giúp cho lớp Cannon cải thiện được tầm xa hoạt động, nhưng đánh đổi lấy tốc độ chậm hơn.
Vũ khí trang bị bao gồm ba pháo 3 in (76 mm)/50 cal trên tháp pháo nòng đơn có thể đối hạm hoặc phòng không, một khẩu đội pháo phòng không Bofors 40 mm nòng đôi và tám pháo phòng không Oerlikon 20 mm. Vũ khí chống ngầm bao gồm một dàn súng cối chống tàu ngầm Hedgehog Mk. 10 (có 24 nòng và mang theo 144 quả đạn); hai đường ray Mk. 9 và tám máy phóng K3 Mk. 6 để thả mìn sâu. Con tàu vẫn giữ lại ba ống phóng ngư lôi Mark 15 21 inch (533 mm). Thủy thủ đoàn đầy đủ bao gồm 15 sĩ quan và 201 thủy thủ.
Pennewill được đặt lườn tại xưởng tàu của hãng Federal Shipbuilding and Drydock Company ở Newark, New Jersey vào ngày 26 tháng 4, 1943. Nó được hạ thủy vào ngày 8 tháng 8, 1943, được đỡ đầu bởi bà Lucie Reilly Pennewill, và nhập biên chế cùng Hải quân Hoa Kỳ tại Xưởng hải quân New York vào ngày 15 tháng 9, 1943 dưới quyền chỉ huy của Hạm trưởng, Thiếu tá Hải quân John Edward Allen.

## Lịch sử hoạt động

### USSPennewill
Sau khi hoàn tất việc chạy thử máy huấn luyện tại khu vực Bermuda, Pennewill đi đến Trinidad để làm nhiệm vụ hộ tống vận tải. Nó khởi hành vào ngày 20 tháng 11, 1943 để tống Đoàn tàu TJ–15 đi đến Recife, Brazil vào ngày 5 tháng 12. Trong giai đoạn từ tháng 12, 1943 đến tháng 4, 1944, nó phục vụ trong thành phần Đội đặc nhiệm 42.2 trong các chuyến hộ tống vận tải khứ hồi giữa Trinidad và Recife, đồng thời hoàn tất những nhiệm vụ khác.
Từ ngày 25 đến ngày 27 tháng 12, 1943, Pennewill hộ tống cho chiếc tàu chở quân Lục quân USAT State of Maryland đi từ Trinidad đến San Juan, Puerto Rico; rồi trong các ngày 21 và 22 tháng 1, 1944 đã hộ tống tàu chở dầu Anh SS Destiny khởi hành từ Recife để gặp gỡ Đội đặc nhiệm 41.4. Sau khi đi đến Bahia, Brazil vào ngày 26 tháng 4, trong những tháng tiếp theo nó đã hộ tống cho tàu tuần dương hạng nhẹ Memphis (CL-13) hoạt động tuần tra tại khu vực Trung tâm Đại Tây Dương nhằm truy tìm tàu ngầm U-boat Đức, đồng thời tham gia thực hành huấn luyện tại khu vực Bahia-Recife.

### Bertioga(D-21)
Sau khi đi từ Recife đến Natal, Brazil vào ngày 28 tháng 7, con tàu bắt đầu huấn luyện thủy thủ đoàn người Brasil nhằm chuẩn bị cho việc chuyển giao cho chính phủ Brazil trong khuôn khổ Chương trình Cho thuê-Cho mượn (Lend-Lease). Nó chính thức rút biên chế khỏi Hải quân Hoa Kỳ vào ngày 1 tháng 8, 1944 và đồng thời nhập biên chế cùng Hải quân Brazil như là chiếc Bertioga (D-21). Con tàu được hoàn trả trên danh nghĩa cho Hoa Kỳ vào ngày 30 tháng 6, 1953, nhưng được Hoa Kỳ chuyển quyền sở hữu cho Brazil trong khuôn khổ Chương trình Viện trợ Quân sự và rút tên khỏi danh sách Đăng bạ Hải quân vào ngày 20 tháng 7, 1953. Nó tiếp tục phục vụ cùng Hải quân Brazil cho đến khi ngừng hoạt động và bị tháo dỡ vào năm 1964.

## Phần thưởng
Nguồn: Navsource Naval History
|  |  |

| Huân chương Chiến dịch Hoa Kỳ | Huân chương Chiến thắng Thế Chiến II |